# Czarni Radom w sezonie 2014/2015
Czarni Radom w sezonie 2014/15 przystąpili po raz 2. do rozgrywek PlusLigi od ich powrotu w 2013 i po raz 20. w swojej historii do rozgrywek o mistrzostwo Polski. Przed rozpoczęciem sezonu ligowego dwóch zawodników Czarnych: nowo pozyskany Lukas Kampa i Dirk Westphal wywalczyli z reprezentacją Niemiec brązowy medal Mistrzostw Świata 2014 rozgrywanych w Polsce. Ten pierwszy został uznany za najlepszego rozgrywającego całego turnieju. Radomski klub otrzymał propozycję występów w europejskich rozgrywkach Challenge Cup, ale zrezygnował z niej z powodów finansowych.

## Tło wydarzeń
W sezonie 2013/14 Czarni Radom występowali w rozgrywkach PlusLigi jako beniaminek. Pokonując najsilniejsze drużyny za 3 punkty zarówno PGE Skrę Bełchatów jak i Jastrzębski Węgiel, uplasowali się na 4. miejscu, ale I rundę ukończyli na 5. pozycji. II runda była gorsza w ich wykonaniu i do play-off przystąpili z 6. lokaty. W klasyfikacji końcowej zajęli 7. miejsce. Najlepiej punktującym zawodnikiem w szeregach radomian był Wytze Kooistra (419 punktów), który znajdował się w ścisłej czołówce w ligowych statystykach. Czarni Radom otrzymali propozycję występów w europejskich rozgrywkach Challenge Cup, ale zrezygnowali z niej ze względu na wysokie koszty i brak spodziewanych zysków.

### Transfery

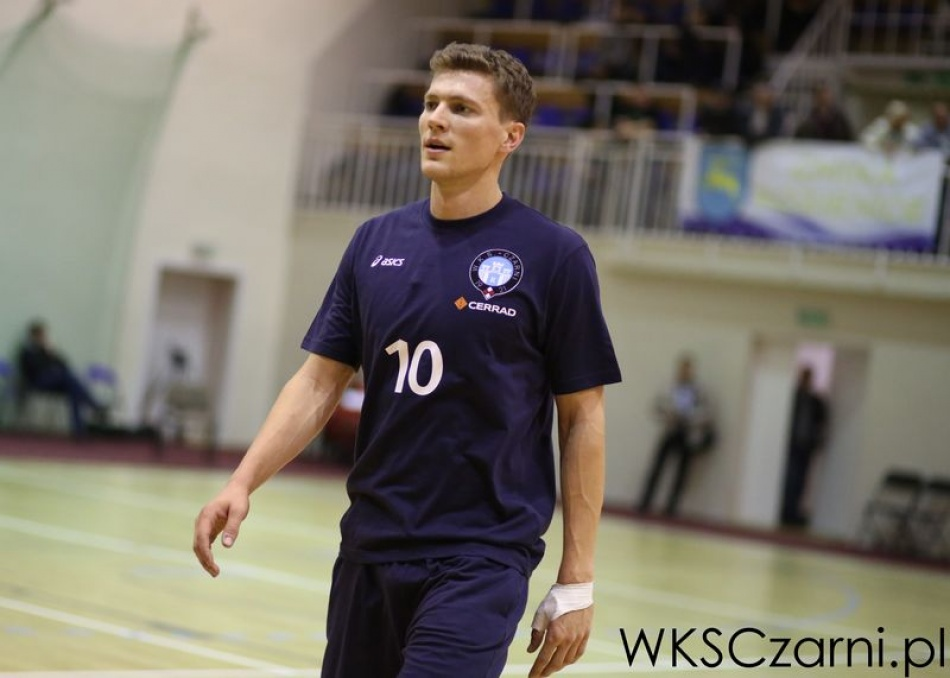
Lukas Kampa debiutujący w Czarnych Radom w towarzyskim meczu z SK Aich/Dob (25 września 2014)

W maju 2014 zakontraktowani zostali Lukas Kampa i Daniel Pliński. W poprzednim sezonie rozgrywający reprezentacji Niemiec występował w Serie A w drużynie Casa Modena. W końcówce rozgrywek w drużynie na swojej pozycji musiał rywalizować z Bruno Rezende. Przed rozpoczęciem rozgrywek PlusLigi 2014/15 niemiecki zawodnik uznany został za najcenniejszy transfer radomskiego klubu, bowiem Lukasa Kampę wybrano najlepszym rozgrywającym Mistrzostw Świata 2014 rozgrywanych w Polsce, gdzie ze swoim zespołem wywalczył brązowy medal. Z kolei Daniel Pliński przez ostatnie 7 lat grał w Skrze Bełchatów. Stał się najstarszym zawodnikiem Czarnych i ze względu na bogate doświadczenie został wybrany na kapitana drużyny. Do radomskiego klubu dołączył również Wojciech Żaliński, jeden z kluczowych zawodników Trefla Gdańsk, a także Belg Igor Grobelny i Amerykanin Jacek Ratajczak, którzy stanowili o sile belgijskiego Euphony Asse-Lennik. Stawkę nowo pozyskanych graczy uzupełnił Mikko Oivanen, reprezentant Finlandii, który powrócił do polskiej ligi.
Wytze Kooistra, który był jedną z kluczowych postaci w zespole Roberta Prygla w poprzednich rozgrywkach, zdecydował się przenieść do BBSK Stambuł, mimo iż wcześniej uzgodnił z Czarnymi warunki finansowe. Jednak w najmniej oczekiwanym momencie w tureckim klubie pojawiły się problemy finansowe, które spowodowały, że Holender musiał wycofać się z gry w tym zespole i szukać nowego pracodawcy. Włodarze radomscy nie przedłużyli również kontraktu z Bartłomiejem Nerojem, Jozefem Piovarčim, Jakubem Radomskim ani Adamem Kamińskim. Rafał Faryna, Łukasz Zugaj i Paweł Filipowicz zostali wypożyczeni do klubów I ligi.
Przyszli
| Imię i nazwisko   | Poprzedni klub      |
| ----------------- | ------------------- |
| Daniel Pliński    | Skra Bełchatów      |
| Lukas Kampa       | Casa Modena         |
| Wojciech Żaliński | Trefl Gdańsk        |
| Igor Grobelny     | Euphony Asse-Lennik |
| Mikko Oivanen     | Vammalan Lentopallo |
| Jacek Ratajczak   | Euphony Asse-Lennik |

Odeszli
| Imię i nazwisko  | Lata gry w klubie | Nowy klub                                 |
| ---------------- | ----------------- | ----------------------------------------- |
| Bartłomiej Neroj | 2012 - 2014       | BBTS Bielsko-Biała                        |
| Jozef Piovarči   | 2013 - 2014       |                                           |
| Jakub Radomski   | 2012 - 2014       | AZS Politechnika Warszawska               |
| Wytze Kooistra   | 2013 - 2014       | Pallavolo Molfetta                        |
| Rafał Faryna     | 2013 - 2014       | Camper Wyszków (wypożyczenie)             |
| Łukasz Zugaj     | 2013 - 2014       | Lechia Tomaszów Mazowiecki (wypożyczenie) |
| Paweł Filipowicz | 2011 - 2014       | Espadon Szczecin (wypożyczenie)           |

Źródło danych

### Przygotowania do sezonu
Pierwszy powakacyjny trening odbył się 11 sierpnia 2014. Od początku przygotowań Czarni trenowali bez Dirka Westphala, Mikko Oivanena i Lukasa Kampy, którzy ze swoimi narodowymi reprezentacjami przygotowywali się do Mistrzostw Świata 2014 rozgrywanych w Polsce. Po 4 tygodniach przygotowań siatkarze Cerrad Czarnych Radom rozegrali pierwszy sparing. W ramach turnieju o Puchar Burmistrza Nidzicy mierzyli się z innym zespołem z PlusLigi, Indykpolem AZS Olsztyn. Radomianie prowadzili już w setach 2:0, ale olsztyński zespół doprowadzili do piątej partii. W tie-breaku podopieczni Roberta Prygla odnieśli zwycięstwo 15:11. Następnego dnia przegrali po zaciętym meczu 2:3 z Transferem Bydgoszcz. O porażce radomian zadecydowały pojedyncze piłki zarówno w czwartym jak i piątym secie. W porównaniu do poprzedniego meczu trener Robert Prygiel w wyjściowym ustawieniu zadecydował się na jedną zmianę. Na środku bloku Bartłomieja Grzechnika zastąpił Jacek Ratajczak. W obu spotkaniach na parkiecie pojawili się wszyscy zawodnicy.
12-13 września Czarni Radom rozegrali 2 mecze kontrolne w Połczyniu-Zdrój z okazji 50-lecia działalności Międzyszkolnego Klubu Sportowego „Mieszko”. Ich przeciwnikami byli beniaminkowie PlusLigi w sezonie 2014/2015. W pierwszej konfrontacji z MKS Banimex Będzin po raz trzeci zagrali pięciosetowy pojedynek. Mimo prowadzenia w setach 2:1, ponieśli porażkę po tie-breaku. Kolejny pojedynek z Cuprum Mundo Lubin również zakończył po piątym secie. Decydującą partię radomski zespół wygrał 15:8. W całym turnieju zajął 2. miejsce za lubińskim klubem.
15 października w Radomiu stawił się Mikko Oivanen, który z reprezentacją Finlandii rozgrywki Mistrzostw Świata 2014 zakończył w II fazie. Po serii badań lekarskich i kilku dniach wolnego rozpoczął treningi z radomską drużyną. Czarni Radom wzięli również udział w towarzyskim turnieju w Rypinie, rozgrywanym 19-20 września. Podczas pierwszego dnia turnieju Wojskowi zmierzyli się z Lotosem Trefl Gdańsk. Spotkanie skończyło się dość szybko w porównaniu do wcześniejszych. Radomianie zdominowali cały mecz i pokonali zespół z Trójmiasta 3:0. W drugim meczu również odnieśli zwycięstwo w trzech setach, tym razem drużynę Indykpol AZS Olsztyn. Pojedynek miał jednostronny przebieg.
23 września w hali MOSiR w Radomiu odbyła się prezentacja drużyny na sezon 2014/15. Po krótkim przedstawieniu siatkarzy radomskim kibicom przyszedł czas na pierwszy sparing siatkarzy Czarnych przed własną publicznością. W ramach Memoriału Janusza Sobola zmierzyli się z AZS Politechniką Warszawską, z którą stoczyli długą i zaciętą walkę. W tie-breaku warszawianie prowadzili już 10:7, a następnie 12:10. Czarni jednak zaczęli sukcesywnie odrabiać straty. „Inżynierowie” mieli problemy z zakończeniem ataku w pierwszej akcji, co wykorzystała radomska drużyna i doprowadziła do walki na przewagi (14:14). Ostatecznie decydującego seta wygrali stołeczni siatkarze 17:15.

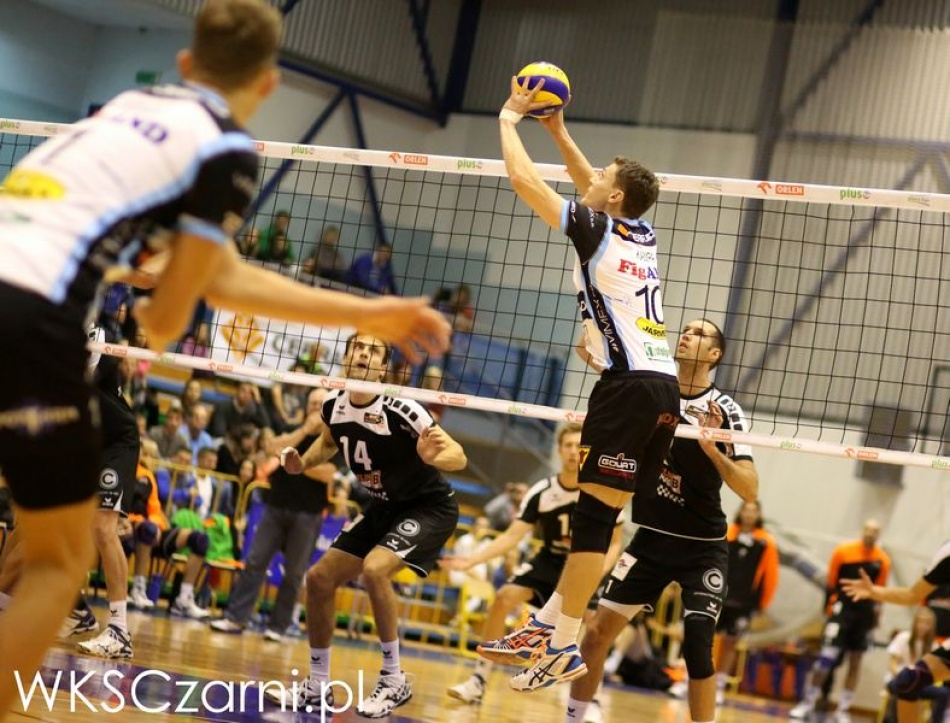
Lukas Kampa w czasie rozegrania w meczu z Berlin Recycling Volleys

 25 września na popołudniowym treningu stawili się reprezentanci Niemiec: Lukas Kampa i Dirk Westphal, którzy kilka dni wcześniej wywalczyli brązowe medale na Mistrzostwach Świata. Ten pierwszy został wyróżniony jako najlepszy rozgrywający turnieju. Następnego dnia rozpoczęły się rozgrywki Międzynarodowego Turnieju im. Jana Skorżyńskiego. W pierwszym spotkaniu Czarni Radom zagrali z jedną z czołowych austriackich drużyn Posojilnica Aich/Dob. Do wyłonienia zwycięzcy potrzebny był tie-break, w których Wojskowi zwyciężyli 15:11. Statuetkę MVP meczu w debiucie otrzymał rozgrywający radomskiej drużyny Lukas Kampa. W kolejnej konfrontacji odnieśli drugie zwycięstwo. Rywalem radomian był mistrz Niemiec, Berlin Recycling Volleys. Niemiecki zespół przegrał po zaciętej walce 2:3, mimo że prowadził w setach 2:1. Tytułem MVP zostali wyróżnieni Wojciech Żaliński i Tomáš Kmeť. Po dwóch zwycięstwach Czarni Radom zmierzyli się z czeskim zespołem VK Dukla Liberec, z którym niespodziewanie przegrali 1:3. Mimo porażki miano najlepszego zawodnika meczu otrzymał radomski libero Adam Kowalski. W klasyfikacji końcowej turnieju radomianie zajęli 2. miejsce za berlińską drużyną.
W żadnym z tych meczów nie zagrał nowo pozyskany Mikko Oivanen. Fiński atakujący musiał wyleczyć drobne kontuzje, z którymi borykał się od Mistrzostw Świata. Tydzień przed inauguracyjną kolejką rozgrywek PlusLigi 2014/15 wrócił do normalnego cyklu treningowego, dzięki czemu drużyna Czarnych mogła już w komplecie przygotowywać się do meczu ligowego z Effectorem Kielce.

### Wykaz meczów sparingowych
Turniej o Puchar Burmistrza Nidzicy
Cerrad Czarni Radom - Indykpol AZS UWM Olsztyn 3:2 (25:21, 25:14, 27:29, 19:25, 15:11)
Cerrad Czarni Radom - Transfer Bydgoszcz 2:3 (25:17, 24:26, 25:21, 23:25, 14:16)
Turniej w Połczynie-Zdroju
Cerrad Czarni Radom - MKS Banimex Będzin 2:3 (22:25, 25:19, 28:26, 22:25, 15:17)
Cerrad Czarni Radom - KS Cuprum Mundo Lubin 3:2 (25:21, 26:28, 24:26, 25:17, 15:8)
Turniej o Puchar Burmistrza Rypina
Cerrad Czarni Radom - LOTOS Trefl Gdańsk 3:0 (28:26, 25:23, 25:21)
Cerrad Czarni Radom - Indykpol AZS Olsztyn 3:0 (25:20, 25:21, 25:23)
Memoriał Janusza Sobola
Cerrad Czarni Radom - AZS Politechnika Warszawska 2:3 (25:23, 25:21, 27:29, 23:25, 15:17)
Międzynarodowy Turniej im. Jana Skorżyńskiego
Cerrad Czarni Radom - Posojilnica Aich/Dob 3:2 (15:25, 25:18, 25:18, 21:25, 15:11)
Cerrad Czarni Radom - Berlin Recycling Volleys 3:2 (21:25, 25:20, 19:25, 25:18, 15:12)
Cerrad Czarni Radom - Dukla Liberec 1:3 (23:25, 32:30, 23:25, 22:25)

## Kadra
- I trener: Robert Prygiel
- II trener: Wojciech Stępień

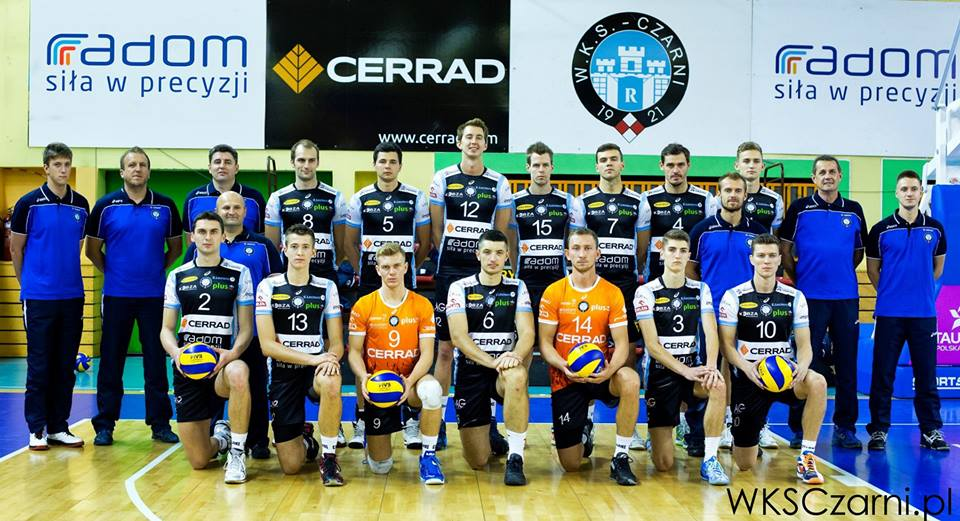
Drużyna Czarnych Radom w sezonie 2014/15

- Trener przygotowania fizycznego: Wojciech Bańbuła
- Fizjoterapeuta: Krzysztof Malczewski
- I statystyk: Krzysztof Michalski
- II statystyk: Piotr Piotrowski
- Kierownik drużyny: Dariusz Fryszkowski
- Lekarz drużyny: Marek Kwaczyński

| Nr | Imię i nazwisko      | Data ur. | Wzrost | Pozycja      |
| -- | -------------------- | -------- | ------ | ------------ |
| 1  | Bartłomiej Bołądź    | 1994     | 203    | atakujący    |
| 2  | Michał Ostrowski     | 1990     | 203    | środkowy     |
| 3  | Igor Grobelny        | 1993     | 193    | przyjmujący  |
| 4  | Daniel Pliński       | 1978     | 204    | środkowy     |
| 5  | Bartłomiej Grzechnik | 1993     | 200    | środkowy     |
| 6  | Wojciech Żaliński    | 1988     | 195    | przyjmujący  |
| 7  | Jakub Wachnik        | 1993     | 202    | przyjmujący  |
| 8  | Dirk Westphal        | 1984     | 203    | przyjmujący  |
| 9  | Adam Kowalski        | 1994     | 180    | libero       |
| 10 | Lukas Kampa          | 1986     | 195    | rozgrywający |
| 12 | Jacek Ratajczak      | 1986     | 215    | środkowy     |
| 13 | Michał Kędzierski    | 1994     | 194    | rozgrywający |
| 14 | Kamil Gutkowski      | 1986     | 195    | przyjmujący  |
| 15 | Mikko Oivanen        | 1986     | 198    | atakujący    |

## Rozgrywki

### Liga

#### Runda zasadnicza

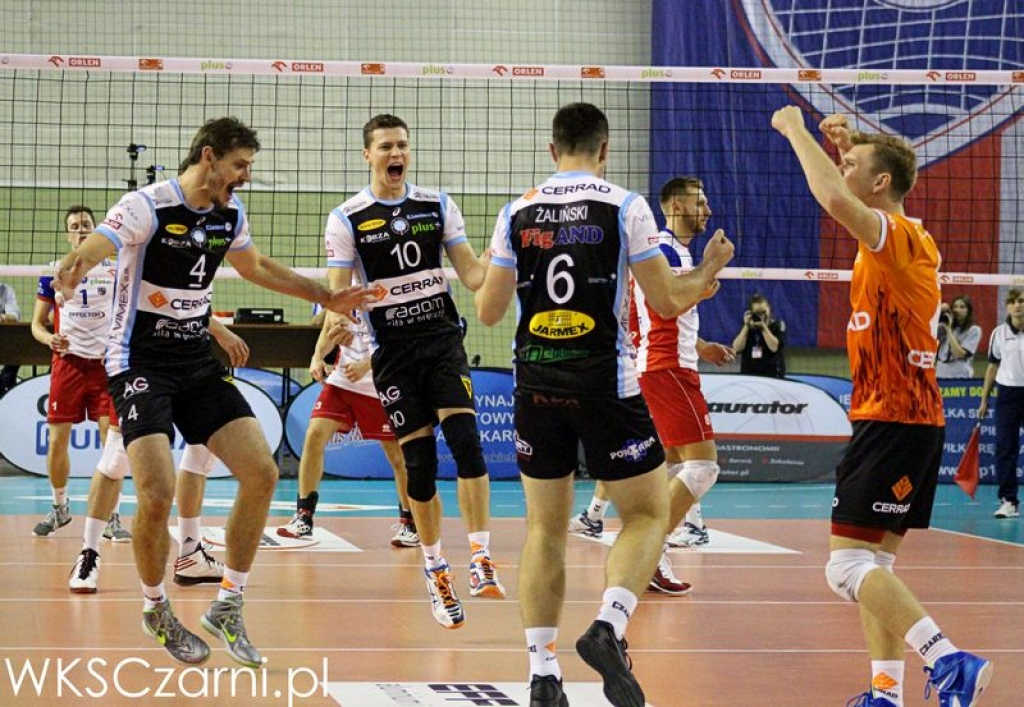
Siatkarze Czarnych Radom w meczu z Effectorem w Kielcach

W inaugurującej kolejce Czarni Radom zdominowali mecz w Kielcach, pokonując miejscowy Effector 3:0. Goście wystąpili bez atakującego Mikko Oivanena, który po kontuzji nie był jeszcze gotowy do występu. W tej sytuacji jedynym nominalnym atakującym został Bartłomiej Bołądź, który zdobył w tym spotkaniu najwięcej punktów (19). Na rozegraniu pojawił się Lukas Kampa, a parę przyjmujących stanowili Wojciech Żaliński i Dirk Westphal. Na środku siatki pierwsze skrzypce grali Daniel Pliński i Bartłomiej Grzechnik. N pozycji libero zagrał Adam Kowalski. Najbardziej wartościowym graczem meczu wybrano Wojciecha Żalińskiego. Po tym wysokim zwycięstwie Czarni Radom objęli pozycję lidera ex aequo z Jastrzębskim Węglem i ZAKSA Kędzierzyn-Koźle.  W 2. kolejce pokonali 3:0 drużynę beniaminka, MKS Banimex Będzin, dzięki czemu zostali samodzielnym liderem PlusLigi. Sztab szkoleniowy postawił na tych samych graczy, którzy tydzień wcześniej zapracowali na wygraną z Effectorem. Statuetkę dla gracza meczu odebrał Dirk Westphal. Ponadto na parkiecie pojawili się m.in. Igor Grobelny i Jacek Ratajczak, którzy zadebiutowali w rozgrywkach polskiej ekstraklasy. W kolejnym spotkaniu z Lotosem Treflem Gdańsk Czarni Radom ponieśli pierwszą porażkę w sezonie. Mimo że wygrali w setach 2:1, pozwolili siatkarzom Andrei Anastasiego doprowadzić do tie-breaka, w którym ulegli 11:15.  W tym meczu w zespole Wojskowych po raz pierwszy wystąpił Mikko Oivanen, zastępując w ataku Bartłomieja Bołądzia w trakcie I i IV seta. Po tej przegranej radomianie spadli na 4. miejsce.
| Data       | Przeciwnik                  | Wynik                                   | Miejsce                                     |
| ---------- | --------------------------- | --------------------------------------- | ------------------------------------------- |
| 04.10.2014 | Effector Kielce             | 3:0 (25:16, 25:22, 25:21)               | Hala Legionów, Kielce                       |
| 11.10.2014 | MKS Banimex Będzin          | 3:0 (25:22, 25:17, 25:22)               | Hala sportowa MOSiR, Radom                  |
| 15.10.2014 | Lotos Trefl Gdańsk          | 2:3 (22:25, 25:23, 25:23, 17:25, 11:15) | Hala sportowa MOSiR, Radom                  |
| 18.10.2014 | AZS Częstochowa             | 0:3 (21:25, 19:25, 22:25)               | Wielofunkcyjna hala sportowa, Częstochowa   |
| 22.10.2014 | BBTS Bielsko-Biała          | 3:1 (25:27, 25:21, 25:23, 26:24)        | Hala sportowa MOSiR, Radom                  |
| 25.10.2014 | Cuprum Lubin                | 1:3 (22:25, 22:25, 25:21, 21:21)        | Hala widowiskowo-sportowa, Lubin            |
| 29.10.2014 | PGE Skra Bełchatów          | 2:3 (17:25, 25:23, 25:22, 18:25, 9:15)  | Hala sportowa MOSiR, Radom                  |
| 08.11.2014 | Asseco Resovia Rzeszów      | 1:3 (26:28, 25:19, 21:25, 26:28)        | Hala sportowa MOSiR, Radom                  |
| 12.11.2014 | Jastrzębski Węgiel          | 1:3 (19:25, 22:25, 28:26, 20:25)        | Hala widowiskowo-sportowa, Jastrzębie-Zdrój |
| 15.11.2014 | ZAKSA Kędzierzyn-Koźle      | 0:3 (16:25, 22:25, 20:25)               | Hala Azoty, Kędzierzyn-Koźle                |
| 22.11.2014 | AZS Olsztyn                 | 3:1 (25:18, 25:14, 13:25, 25:22)        | Hala sportowa MOSiR, Radom                  |
| 26.11.2014 | AZS Politechnika Warszawska | 3:0 (25:19, 25:18, 31:29)               | Hala Torwar, Warszawa                       |
| 29.11.2014 | Transfer Bydgoszcz          | 0:3 (21:25, 21:25, 11:25)               | Hala Łuczniczka, Bydgoszcz                  |
|            |                             |                                         |                                             |
| 06.12.2014 | Effector Kielce             | 2:3 (25:22, 25:21, 29:31, 16:25, 12:15) | Hala sportowa MOSiR, Radom                  |
| 13.12.2014 | MKS Banimex Będzin          | 3:2 (19:25, 21:25, 26:24, 25:20, 15:8)  | Hala MOSiR, Sosnowiec                       |
| 20.12.2014 | Lotos Trefl Gdańsk          | 0:3 (10:25, 25:27, 15:25)               | Ergo Arena, Gdańsk                          |
| 28.12.2014 | AZS Częstochowa             | 3:0 (25:18, 25:22, 25:18)               | Hala sportowa MOSiR, Radom                  |
| 03.01.2015 | BBTS Bielsko-Biała          | 3:0 (25:17, 25:17, 25:19)               | Hala widowiskowo-sportowa, Bielsko-Biała    |
| 10.01.2015 | Cuprum Lubin                | 1:3 (21:25, 25:23, 23:25, 28:30)        | Hala sportowa MOSiR, Radom                  |
| 17.01.2015 | PGE Skra Bełchatów          | 0:3 (24:26, 19:25, 20:25)               | Hala Energia, Bełchatów                     |
| 24.01.2015 | Asseco Resovia Rzeszów      | 2:3 (25:23, 24:26, 25:19, 14:25, 12:15) | Hala Podpromie, Rzeszów                     |
| 31.01.2015 | Jastrzębski Węgiel          | 3:0 (25:22, 25:22, 25:22)               | Hala sportowa MOSiR, Radom                  |
| 04.02.2015 | ZAKSA Kędzierzyn-Koźle      | 0:3 (34:36, 23:25, 21:25)               | Hala sportowa MOSiR, Radom                  |
| 07.02.2015 | AZS Olsztyn                 | 3:0 (25:22, 25:21, 25:18)               | Hala Urania, Olsztyn                        |
| 14.02.2015 | AZS Politechnika Warszawska |                                         | Hala sportowa MOSiR, Radom                  |
| 21.02.2015 | Transfer Bydgoszcz          |                                         | Hala sportowa MOSiR, Radom                  |

### Puchar Polski
| Data       | Przeciwnik                  | Wynik                     | Miejsce               |
| 7. runda   | 7. runda                    | 7. runda                  | 7. runda              |
| ---------- | --------------------------- | ------------------------- | --------------------- |
| 17.12.2014 | AZS Politechnika Warszawska | 0:3 (24:26, 24:26, 19:25) | Hala Torwar, Warszawa |

### Bilans spotkań
| Rozgrywki        | Ogólnie | Ogólnie | Ogólnie | Ogólnie | Ogólnie | U siebie | U siebie | U siebie | U siebie | U siebie | Na wyjeździe | Na wyjeździe | Na wyjeździe | Na wyjeździe | Na wyjeździe | Miejsce  |
| Rozgrywki        | R       | W       | P       | Sety    | Sety    | R        | W        | P        | Sety     | Sety     | R            | W            | P            | Sety         | Sety         | Miejsce  |
| ---------------- | ------- | ------- | ------- | ------- | ------- | -------- | -------- | -------- | -------- | -------- | ------------ | ------------ | ------------ | ------------ | ------------ | -------- |
| runda zasadnicza | 24      | 10      | 14      | 42      | 46      | 11       | 5        | 6        | 23       | 20       | 13           | 5            | 8            | 19           | 26           | 8.       |
| play-off         |         |         |         |         |         |          |          |          |          |          |              |              |              |              |              |          |
| puchar           | 1       | 0       | 1       | 0       | 3       | –        | –        | –        | –        | –        | 1            | 0            | 1            | 0            | 3            | 7. runda |
| Razem            | 25      | 10      | 15      | 42      | 49      | 11       | 5        | 6        | 23       | 20       | 14           | 5            | 9            | 19           | 29           |          |